# Alnus nepalensis
Espèce
Statut de conservation UICN

 LC  : Préoccupation mineure
Alnus nepalensis est une espèce de plantes à fleurs de la famille des Betulaceae. C'est un arbre originaire d'Asie (Chine, Bangladesh, Bhoutan, Inde, Népal, Birmanie, Thaïlande et Viêt Nam). Il a été importé pour être cultivé dans d'autres pays d'Asie, mais aussi en Afrique et en Amérique.
Cette espèce a été décrite pour la première fois en 1825 par David Don.

## Description
Cette espèce a un tronc droit, elle pousse rapidement et peut atteindre une hauteur de 30 m. C'est une espèce pionnière qui pousse rapidement à la lumière mais qui tolère aussi l'ombre.